# Bellator 56
 Bellator LVI  foi um evento de artes marciais mistas organizado pelo Bellator Fighting Championships, ocorrido em 29 de outubro de 2011 em Memorial Hall em Kansas City, Kansas. O evento foi transmitido ao vivo na MTV2.

## Background
Esse evento contou com as semifinais do Torneio de Pesados da Quinta Temporada.
Mike Hayes era esperado para enfrentar Blagoi Ivanov nesse evento, porém Hayes recebeu uma suspensão médica de 60 dias pela Comissão de Boxe e Wrestling de Louisiana devido a uma fratura no osso orbital sofrida durante a luta contra Neil Grove no Bellator 52. Thiago Santos entrou no lugar de Hayes. Ivanov posteriormente também teve que se retirar da luta com uma lesão e foi subsitituído por Neil Grove.